# Coronafulgur
Coronafulgur is een geslacht van uitgestorven weekdieren uit de klasse van de Gastropoda (slakken).

## Soort
- Coronafulgur coronatum (Conrad, 1841) †